# Undead (album)
Undead − drugi album, a pierwszy koncertowy brytyjskiego zespołu blues rockowego Ten Years After z 1968. W 2002 ukazała się reedycja albumu wzbogacona o niepublikowane wcześniej utwory. 

## Lista utworów
| 1. | "I May Be Wrong But I Won't Be Wrong Always" | 9:49  |
|    |                                              |       |
| 2. | "At The Woodchopper's Ball"                  | 7:38  |
|    |                                              |       |
| 3. | "Spider In My Web"                           | 7:42  |
|    |                                              |       |
| 4. | "Summertime"                                 | 5:44  |
|    |                                              |       |
| 5. | "I'm Going Home"                             | 6:24  |
|    |                                              |       |
|    |                                              | 37:17 |
|    |                                              |       |

## Twórcy
- Alvin Lee - wokal, gitara
- Chick Churchill - organy, fortepian
- Ric Lee - perkusja
- Leo Lyons - gitara basowa